# Carteriospongia foliascens
Carteriospongia foliascens är en svampdjursart som först beskrevs av Peter Simon Pallas 1766.  Carteriospongia foliascens ingår i släktet Carteriospongia och familjen Thorectidae. Inga underarter finns listade i Catalogue of Life.